# Organización Mundial del Turismo
ONU Turismo, anteriormente conocida como la Organización Mundial del Turismo (OMT), es un organismo internacional que tiene como propósito promover el turismo. Formalmente vinculada a las Naciones Unidas desde 1976 al transformarse en una agencia ejecutiva del PNUD. En 1977 se firmó un convenio que formalizó la colaboración con las Naciones Unidas, siendo un organismo especializado del sistema de las Naciones Unidas desde 2003, dependiente del Consejo Económico y Social de las Naciones Unidas. Tiene su sede en Madrid (España) y cuenta con 160 Estados miembros, 6 territorios y más de 500 miembros del sector privado, instituciones educativas, asociaciones de turismo y autoridades locales de turismo (en 2018). El día mundial del turismo se celebra el 27 de septiembre, coincidiendo con la fecha de aprobación de sus estatutos.

## Órganos de la OMT
Los siguientes son los órganos de la OMT:

### Asamblea General
La Asamblea General es el órgano supremo de la Organización. En la Asamblea se reúnen en sesión ordinaria, cada dos años, los delegados de los Miembros Efectivos y de los Miembros Asociados, mientras que como observadores actúan los Miembros Afiliados y representantes de otras organizaciones internacionales. Es la reunión más importante de altos funcionarios y de eminentes representantes del sector privado del mundo entero.
Reuniones anteriores:
- I Madrid (España) mayo de 1975.
- II Torremolinos (España) mayo / junio de 1977.
- III Torremolinos (España) septiembre de 1979.
- IV Roma (Italia) septiembre de 1981.
- V Nueva Delhi (India) octubre de 1983.
- VI Sofía (Bulgaria) septiembre de 1985.
- VII Madrid (España) septiembre / octubre de 1987
- VIII París (Francia) agosto / septiembre de 1989.
- IX Buenos Aires (Argentina) septiembre / octubre de 1991.
- X Bali (Indonesia) octubre de 1993.
- XI El Cairo (Egipto) octubre de 1995.
- XII Estambul (Turquía) octubre de 1997.
- XIII Santiago (Chile) septiembre / octubre de 1999.
- XIV Seúl (República de Corea) / Osaka (Japón) septiembre de 2001.
- XV Pekín (China) octubre de 2003.
- XVI Dakar (Senegal) noviembre de 2005.
- XVII Cartagena de Indias (Colombia) noviembre de 2007.
- XVIII Astaná (Kazajistán) octubre de 2009.
- XIX Gyeongju (República de Corea) octubre de 2011.
- XX Hwange (Zimbabue) agosto de 2013.
- XXI Medellín (Colombia) septiembre de 2015.
- XXII Chengdu (China) septiembre de 2017.
- XXIII San Petersburgo (Rusia) septiembre de 2019.
- XXIV Madrid (España) noviembre / diciembre de 2021.
- XXV  Samarcanda (Uzbekistán) octubre de 2023.

### Órganos subsidiarios
Las seis Comisiones Regionales fueron creadas en 1975 como órganos subsidiarios de la Asamblea General.Se reúnen normalmente una vez por año. Se permite a los Estados miembros mantener contacto entre ellos y con la Secretaría entre dos reuniones de la Asamblea General a las que someten propuestas y expresan sus preocupaciones. Cada Comisión elige su propia mesa para un mandato de dos años, el cual cubre el período entre dos reuniones de la Asamblea General.
El Consejo Ejecutivo tiene por misión adoptar, en consulta con el secretario general, todas las medidas necesarias para el cumplimiento de sus propias decisiones y de las resoluciones de la Asamblea General, informando a ésta de su actuación. El Consejo se reúne por lo menos dos veces al año.
El Consejo Ejecutivo se compone de Miembros Efectivos, elegidos por la Asamblea a razón de un miembro por cada cinco Miembros Efectivos, de conformidad con el reglamento establecido por la Asamblea, a fin de obtener una distribución geográfica justa y equitativa.
El mandato de los miembros elegidos en el Consejo es de cuatro años, mientras que cada dos años se procede a la renovación de la mitad de los Miembros del Consejo. España es Miembro Permanente del Consejo. El Consejo elige a su propia mesa entre sus miembros para un mandato de un año.

### Secretaría
La oficina de la Secretaría de la OMT se encuentra en su sede institucional de Madrid (España). La Secretaría está dirigida por el secretario general, habiendo sido nombrado para este cargo Zurab Pololikashvili (desde el uno de enero de 2018), procedente de Georgia, y se organiza en forma de programas que cubren temas tales como la sostenibilidad, la educación, las tendencias del turismo y el marketing, el desarrollo sostenible, las estadísticas, la cuenta satélite de turismo (CST), la gestión de destinos, la ética y la gestión de riesgos y de crisis. El Programa de Cooperación Técnica y Servicios, por su parte, lleva a cabo proyectos de desarrollo en más de 100 países del mundo, como los Programas Regionales para África, las Américas, Asia y el Pacífico. 

### Miembros
El Programa de Miembros Afiliados, por último, representa a los más de 500 miembros de la OMT del sector privado. No obstante, cabe señalar que la modificación estatutaria realizada en 2005 suprimió la clase de Afiliados, cuyos miembros adquieren desde entonces la calidad de Asociados.

## Reconocimiento
- 2014: Premio Ciudad de Alcalá de Patrimonio Mundial